# Safronka
Safronka (niem. Saffronken) – wieś w Polsce położona w województwie warmińsko-mazurskim, w powiecie nidzickim, w gminie Janowiec Kościelny. W latach 1975–1998 miejscowość administracyjnie należała do województwa olsztyńskiego. Wieś znajduje się na terenie parafii rzymskokatolickiej w Napierkach.

## Obiekty w Safronce
We wsi działa świetlica i punkt przedszkolny.

## Zabytki
- szkoła z lat 30. XX w.
- domy mieszkalne i zabudowania gospodarcze z XX w.
- gorzelnia z 1930 r.[3]